# Leutesdorf

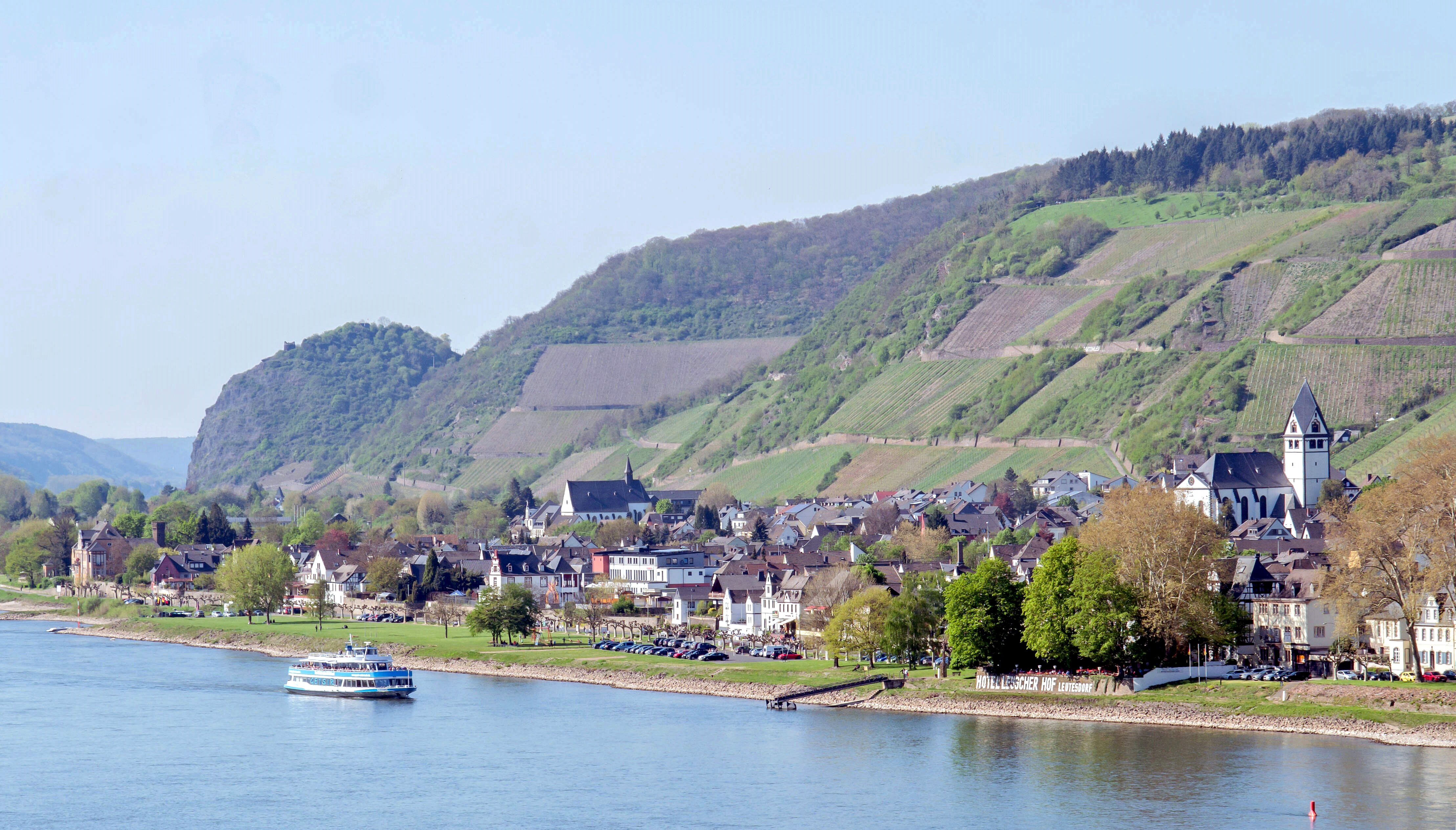
Ortsansicht Leutesdorf

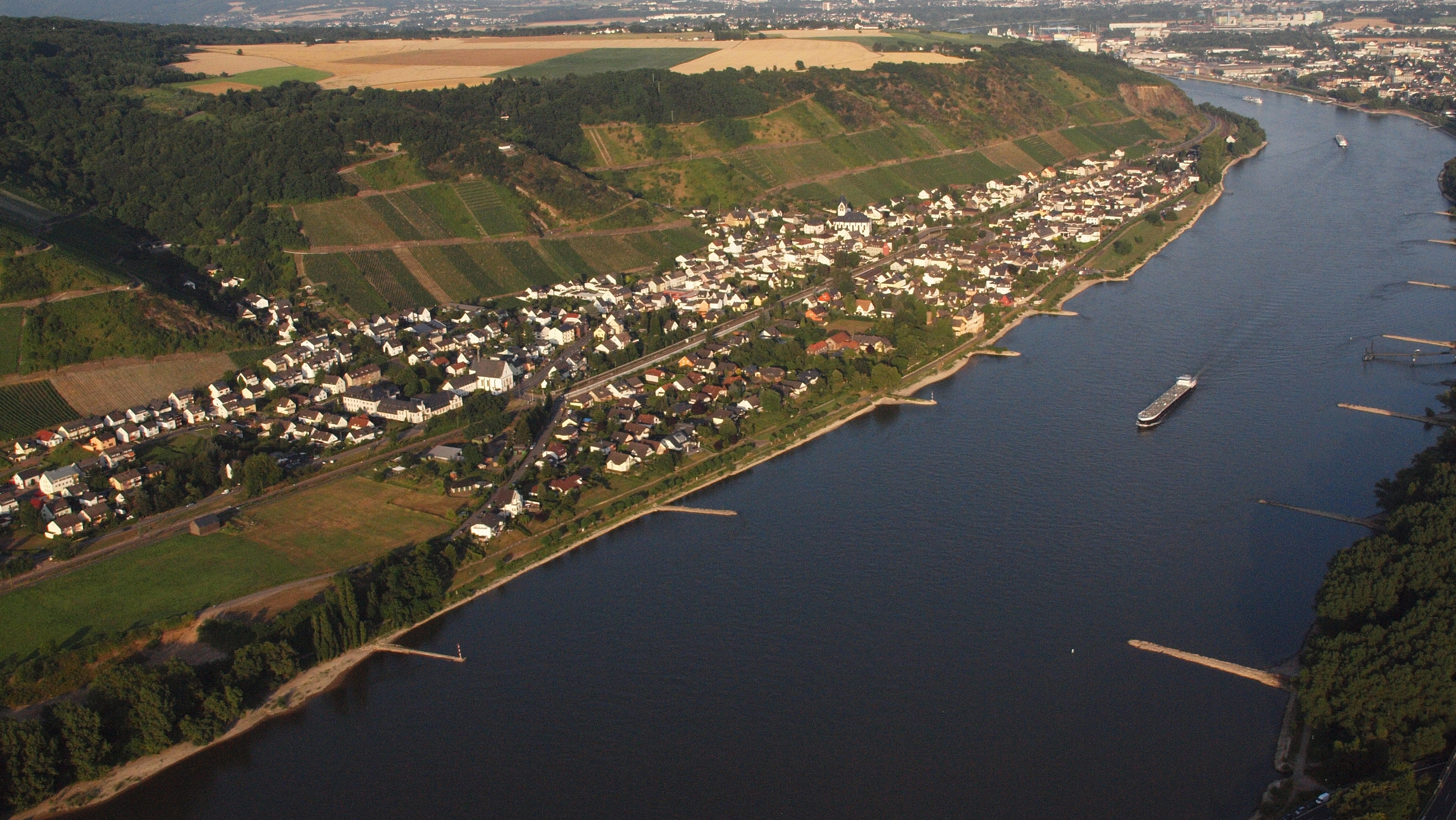
Leutesdorf

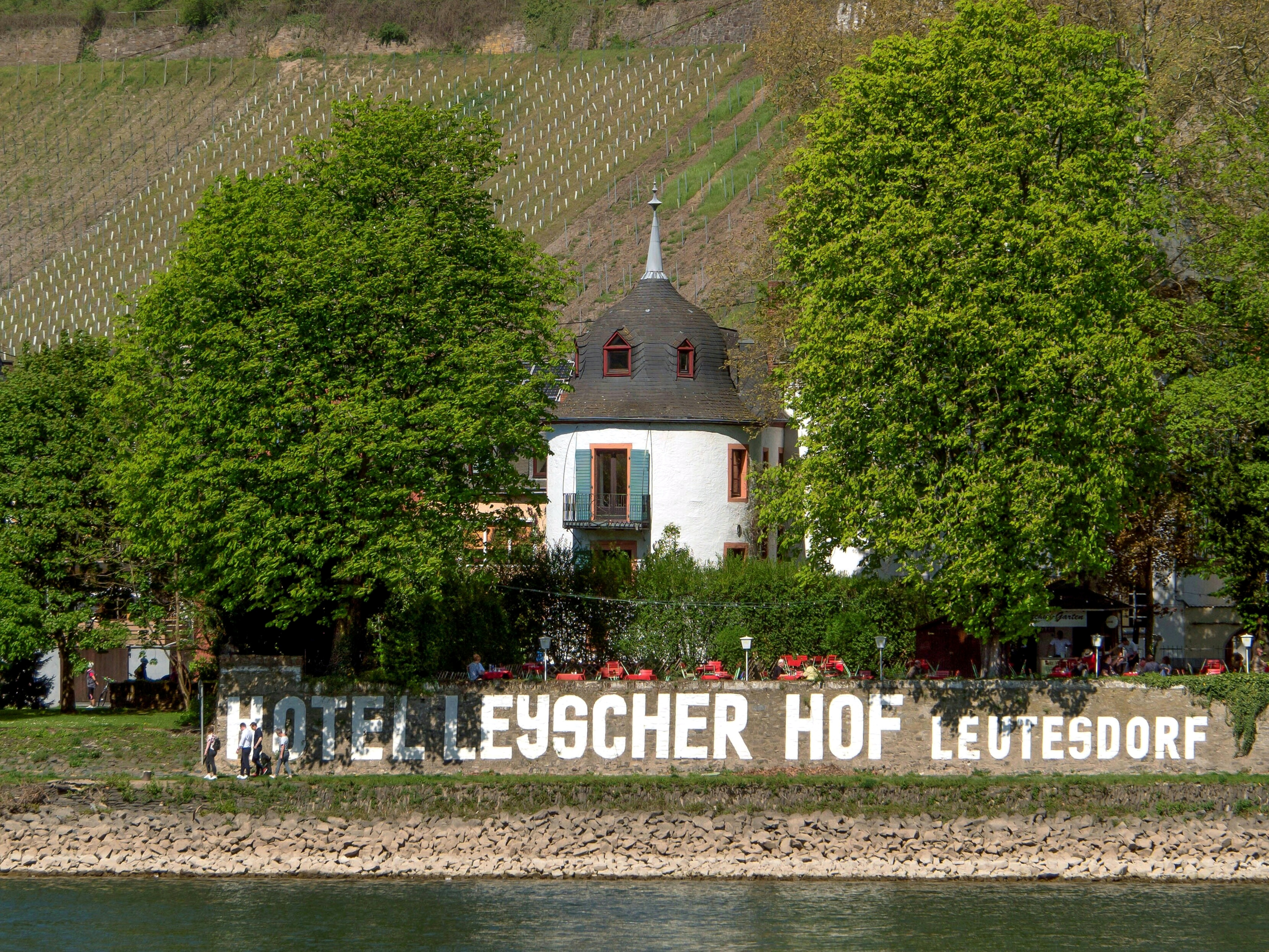
Wahrzeichen von Leutesdorf ist das Zolltor mit dem barocken Rundturm

Leutesdorf ist eine Ortsgemeinde im Landkreis Neuwied in Rheinland-Pfalz. Sie gehört der Verbandsgemeinde Bad Hönningen an.

## Geographie
Leutesdorf liegt unmittelbar nordwestlich des Neuwieder Beckens am rechten Ufer des Mittelrheins gegenüber der Stadt Andernach an den Hängen des Rheinischen Schiefergebirges. Die Ortschaft erstreckt sich auf einem höchstens etwa 500 m breiten Abschnitt und verjüngt sich gemeinsam mit dem Rheintal nach Süden hin. Das Gemeindegebiet gehört zum Naturpark Rhein-Westerwald. Der im Rheintal gelegene Westen wird naturräumlich zur Andernacher Pforte gezählt und der gesamte Norden zum Rhein-Wied-Rücken. Dort erreicht es mit 373 m ü. NHN nahe der nördlichen Grenze seinen höchsten Punkt. Zu Leutesdorf gehören die Wohnplätze Haus Haselberg, Hubertusburg, Jakobshof, Kloster Johannesburg, Marienburg und Windhausen. Die Marienburg und das Kloster Johannesburg liegen jedoch innerhalb des Ortes. Im Norden liegt die Rheininsel Hammersteiner Werth, deren südlicher Teil zum Gemeindegebiet gehört.
Regelmäßig werden Teile des Orts bei Hochwasser überschwemmt. Davon ist das Unterdorf besonders stark betroffen. Zeitweise steht das Wasser dann in der ersten Etage der direkt am Rhein gelegenen Häuser. Leutesdorf ist das älteste und größte Weindorf am unteren Mittelrhein. Bereits im 6. Jahrhundert wurde hier an den Hängen des Rheins Wein angebaut. Bekannt ist Leutesdorf auch wegen seines Brombeerweines.

## Geschichte

### Ortsgeschichte
- 588  erster Nachweis für Weinbau in Leutesdorf: Venantius Fortunatus erwähnt die Rebhänge von Leutesdorf in seinem Reisegedicht De navigio suo (Über seine Schiffsreise) über seine Moselfahrt von Metz nach Andernach mit dem Frankenkönig Childebert II.[3]
- am 1. Juli 868 wurde Leutesdorf erstmals urkundlich unter dem Namen „Liuduuinesthorp“ erwähnt, nämlich als König Ludwig der Deutsche den Fronhof in Leutesdorf an die Fürstabtei Herford in Westfalen schenkte.[4]
- Vom 13. Jahrhundert bis zum Ende der männlichen Erbfolge um 1460 starker Einfluss der Vögte von Leutesdorf.
- 1419 kam Leutesdorf nach dem Aussterben der Hammersteiner Burggrafen an das kurtrierische Amt Hammerstein.
- 1543 kam der Fronhof in Besitz des Klosters Marienstatt.
- 1597 wurde Leutesdorf Mitglied der Linzer Union.
- 1618 wurde die Zenn (der Zehnthof) durch den kurtrierischen Schultheiß Kuno Schmitz erbaut. Er diente u. a. den Trierer Kurfürsten als Wohnsitz bei ihren Jagdaufenthalten.
- Im Dreißigjährigen Krieg erhielt Leutesdorf eine Zollstätte; das 1638 erbaute Zolltor besteht noch heute und dient als Wohnhaus.
- 1646/47 Bau der Wallfahrtskirche zum Heiligen Kreuz (auf Initiative von Johannes Rieden). In der Krypta gibt es eine Nachbildung des Heiligen Grabes.
- 1750 Bau der Marienburg am Rheinufer durch den kurtrierischen Hofrat Ernst Anton Sohler.
- 1803 gelangte Leutesdorf in den Besitz des Fürsten von Nassau-Usingen und gehörte von 1806 an zum Herzogtum Nassau.
- 1810 wurde der Fronhof privates Weingut.
- Ab 1815 gehörte Leutesdorf zur preußischen Rheinprovinz.

Der Ortsname wandelte sich im Laufe der Jahrhunderte von „Liuduuinesthorp“ und „Liudwinesthorp“ (Volksfreunddorf) 868 über „Ludesdorp“ (1333) zu „Leudesdorf“ (1665). Seit Ende des 19. Jahrhunderts heißt der Ort Leutesdorf. Die Bevölkerung ist überwiegend katholisch (1993: 80 %).

### Einwohnerentwicklung
Die Entwicklung der Einwohnerzahl von Leutesdorf, die Werte von 1871 bis 1987 beruhen auf Volkszählungen:
| Jahr | Einwohner |
| ---- | --------- |
| 1815 | 1.200     |
| 1835 | 1.390     |
| 1871 | 1.598     |
| 1905 | 1.800     |
| 1939 | 2.042     |
| 1950 | 2.432     |
| 1961 | 2.396     |

| Jahr | Einwohner |
| ---- | --------- |
| 1970 | 2.311     |
| 1987 | 2.047     |
| 1997 | 2.005     |
| 2005 | 1.904     |
| 2011 | 1.860     |
| 2017 | 1.739     |
| 2024 | 1.882     |

## Politik

### Gemeinderat
Der Gemeinderat in Leutesdorf besteht aus 16 Ratsmitgliedern, die bei der Kommunalwahl am 9. Juni 2024 in einer personalisierten Verhältniswahl gewählt wurden, und dem ehrenamtlichen Ortsbürgermeister als Vorsitzendem.
Die Sitzverteilung im Gemeinderat:
| Wahl | SPD | CDU | Gesamt   |
| ---- | --- | --- | -------- |
| 2024 | 5   | 11  | 16 Sitze |
| 2019 | 7   | 9   | 16 Sitze |
| 2014 | 6   | 10  | 16 Sitze |
| 2009 | 6   | 10  | 16 Sitze |
| 2004 | 4   | 12  | 16 Sitze |

### Bürgermeister
Markus Konitzer (CDU) wurde am 8. Juli 2024 Ortsbürgermeister von Leutesdorf. Bei der Direktwahl am 9. Juni 2024 hatte er sich mit einem Stimmenanteil von 68,8 % gegen seinen Vorgänger durchgesetzt.
Konitzers Vorgänger Heinz-Willi Heisterkamp (SPD) hatte das Amt am 19. August 2019 von Volker Berg (CDU) übernommen, der nach zehn Jahren im Amt nicht erneut kandidiert hatte.

### Wappen
| Wappen von Leutesdorf | Blasonierung: „In Gold auf gewölbtem grünem Boden der silbern nimbierte hl. Laurentius mit blauem Ober- und Untergewand, mit der Rechten einen aufrecht stehenden schwarzen Rost, in der Linken ein rotes Buch haltend.“                     |
| Wappen von Leutesdorf | Wappenbegründung: Der hl. Laurentius ist der Schutzpatron der Pfarrkirche von Leutesdorf. Die Darstellung des hl. Laurentius zeigt schon das Leutesdorfer Schöffensiegel von 1476. Seit wann das Wappen rechtsgültig ist, ist nicht bekannt. |

## Kultur und Sehenswürdigkeiten
Unter dem Namen Weinkul-Tour wurde 2003 in Leutesdorf ein 3,2 km langer Wanderweg mit 33 Thementafeln zum Thema Wein eingerichtet, der aus einem Weinlehrpfad aus dem Jahr 1989 hervorging.

### Museum

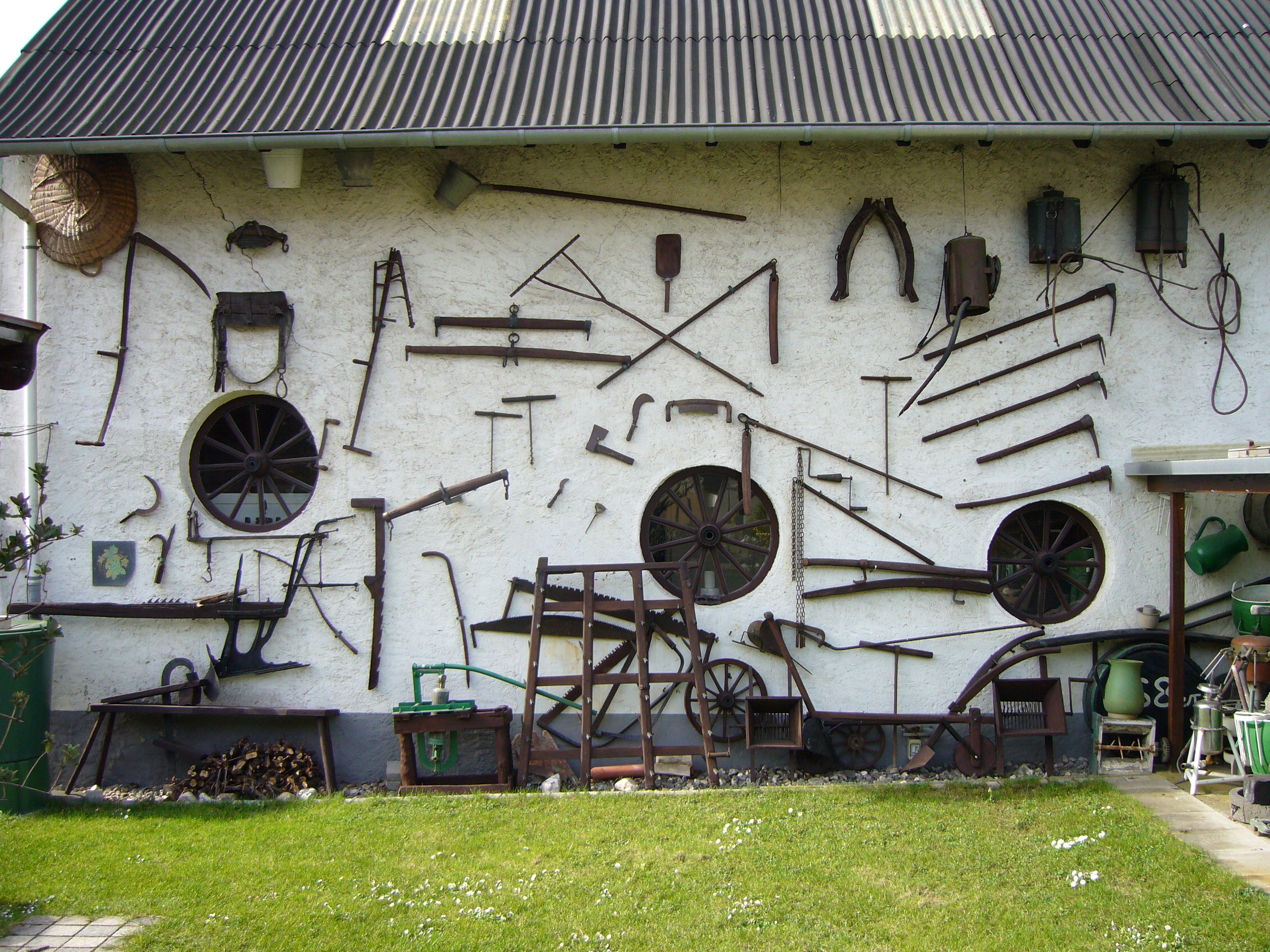
Geräte für den Weinbau

Seit dem 15. Mai 2011 befindet sich ein kleines Dorfmuseum in einer zum Gemeindezentrum umgebauten ehemaligen Schnapsbrennerei in der Nähe des Rheins. Es bietet einen guten Einblick in die Geschichte des Weinanbaus und zeigt viele Gerätschaften und Dokumente aus vergangener Zeit und auch Einblicke in die Arbeiten der heute noch bestehenden 14 Nachbarschaften.

### Nachbarschaften
In Leutesdorf gibt es 14 Nachbarschaften, wie sie auch in vielen Orten am Mittelrhein zu finden sind. Die Ursprünge reichen bis in das Mittelalter. Namentlich genannte Nachbarschaften sind durch ihre Nachbarschaftsbücher aus der Zeit nach dem Dreißigjährigen Krieg bekannt. In Leutesdorf sind diese Bücher meist jüngeren Datums, es sind aber Vorgängerbücher vermerkt, die verbrannt oder unbrauchbar geworden sind. Die Nachbarschaften benannten sich nach Straßen, Kirchen, Heiligenhäuschen oder in neuerer Zeit nach Gemarkungen. In den Büchern werden Geburten, Todesfälle, Katastrophen oder andere Vorkommnisse im Dorf festgehalten.
Nach dem Bau der Eisenbahnstrecke um 1870 kam es zu Neugründungen von Nachbarschaften oberhalb der Bahnlinie. Die letzte Neugründung ist die Nachbarschaft „Hochkreuz“ 1991.
Die Aufgaben der Nachbarschaften sind in den Satzungen festgehalten. Dazu gehörten früher unter anderem die Hilfe bei Katastrophen, Geburt, Sterbefällen, das Waschen der Toten, Anfertigen des Totenhemdes, Gestellung von Sargträgern. Manche Nachbarschaften hatten auch eigene Kleidervorschriften.
Der Vorstand einer Nachbarschaft ist der „Amtmann“, ihm zur Seite stehen Beisitzer, Schriftführer und Kassenwart.

### Klosterhöfe und Klöster

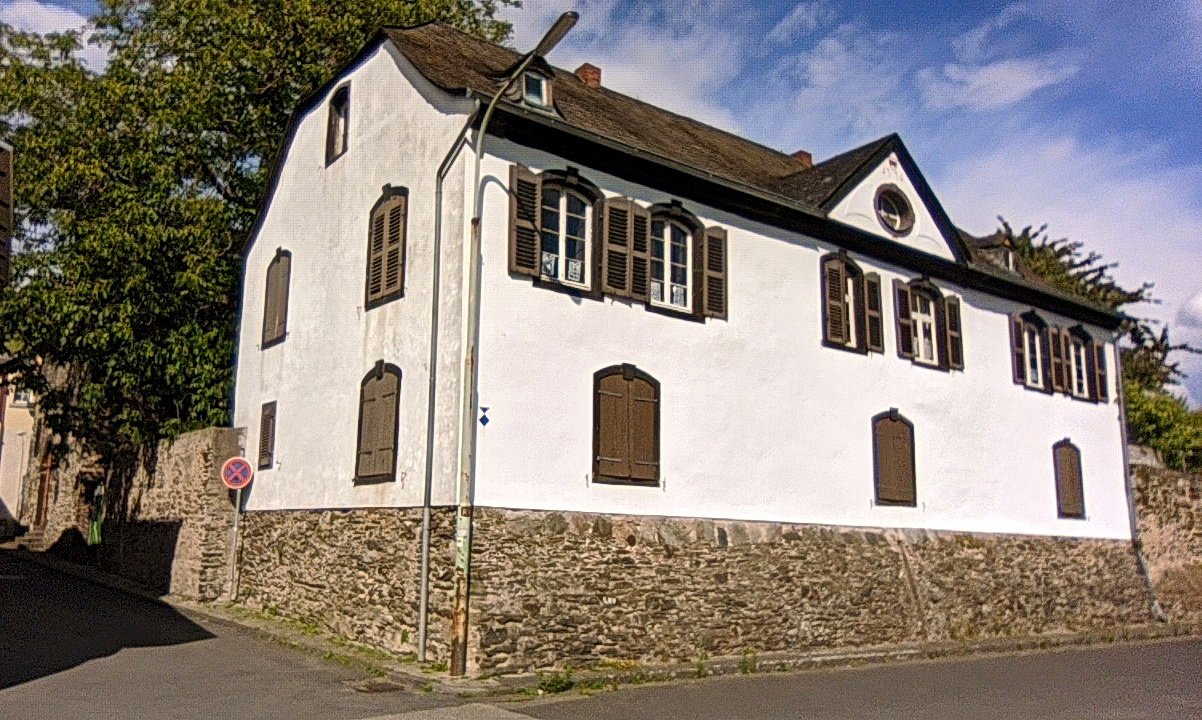
Fronhof am Rheinufer

Der älteste Klosterhof ist ein Fronhof, dessen Ursprünge lückenlos bis in das 9. Jahrhundert nachgewiesen sind.
- Der Fronhof war bis in das 16. Jahrhundert Verwaltungszentrum für 30 Hofstellen am Rhein und im Westerwald, die überwiegend den für das Stift Herford auch aus liturgischen Gründen wichtigen Wein herstellten.

Heute stehen auf dem Grundstück das mit seiner Barockfassade dem Rhein zugewandte im Kern romanische Haupthaus das alte Kelter- und das Vogtshaus, deren dendrochronologische Datierung vorerst bis ins 15. Jahrhundert zurückgeht. Unter dem Mauerputz an der Rheinseite liegen drei Biforienfenster; das ehemalige Erdgeschoss mit vier Eingangstoren wurde in der Marienstätter Zeit zum Kellergeschoss und nachdem im 18. Jh. mehrere Hochwasser eine Renovierung notwendig machten, mit Bauschutt vom Abbruch des Dachgeschosses verfüllt und in der Sockelzone verstärkt. In allen Häusern und im Hof finden seit der Restaurierung 1980 verschiedene Veranstaltungen mit internationalen Kunstausstellungen, Konzerten, Vorträgen, Tanztheater und Performances statt.  Da sich ein Weihwasserbecken in Würfelkapitellform im Hof bei Kanalarbeiten fand, sollte die Nutzung als frühmittelalterliche Eigenkirche „duas casas dominicatas cum ecclesias“, wie es in der Schenkungsurkunde Ludwigs des Deutschen an die Fürstabtei Herford heißt, weiter untersucht werden. Im mitgenannten „Aruemberge in angeresgowe gelegen“ hat sich die Kirche erhalten, trotz Besitzerwechsel an Kurtrier. Eine Schatzsage zum Fronhof ist aufgezeichnet.

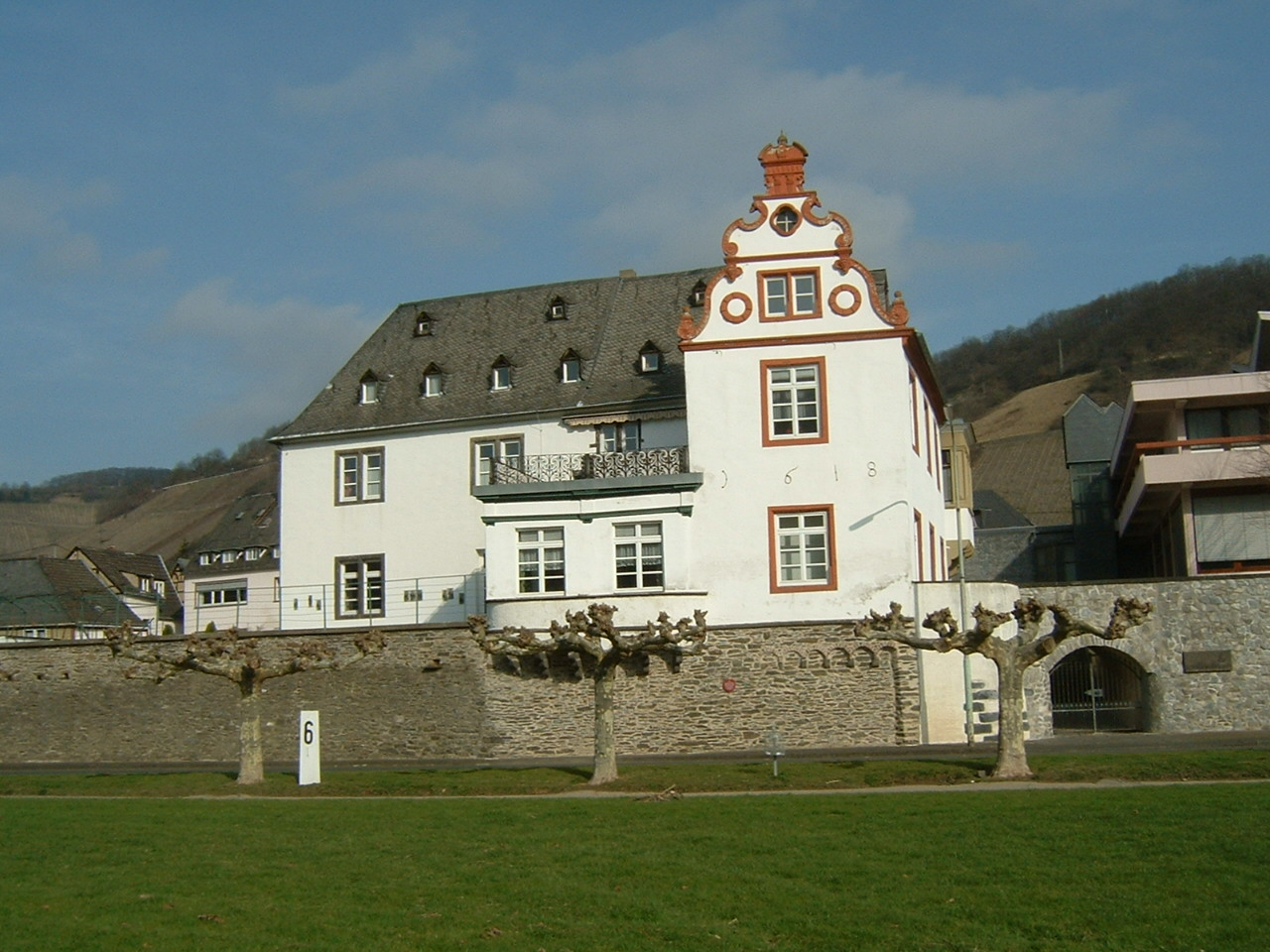
Die Zinn oder Zehnthof

- Die Zinn (Zenn oder Zehnthof) wurde Anfang des Dreißigjährigen Krieges vom kurtrierischen Schultheiß Kuno Schmitz erbaut. Nach einer wechselvollen Geschichte wurde der Gebäudekomplex 2013 bis 2015 zur Jugendherberge Kloster Leutesdorf umgebaut.[11]

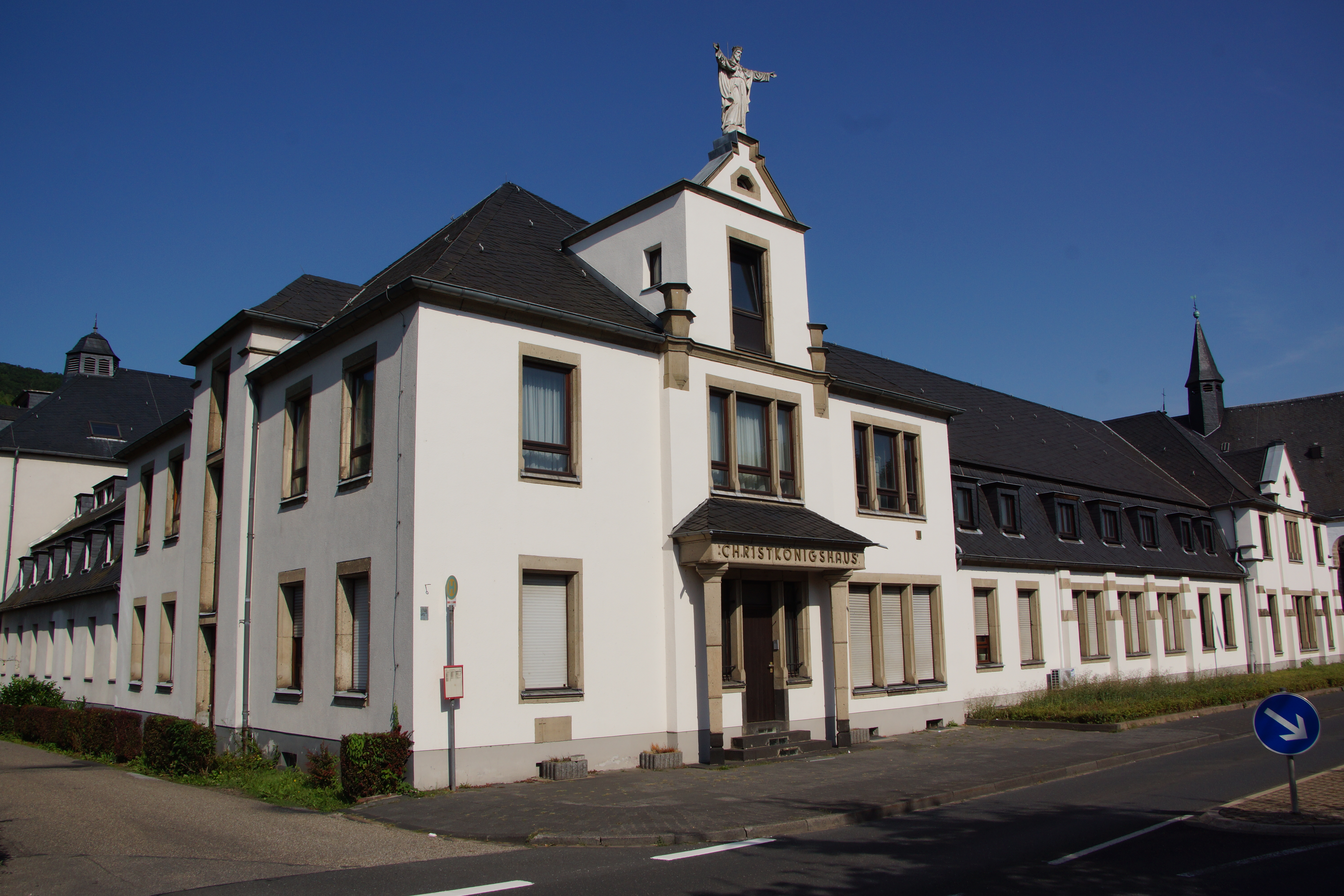
Christkönigshaus

- Weitere klösterliche Einrichtungen sind das Christkönigshaus – Mutterhaus der Johannesmissionare und die Johannesburg – Mutterhaus der Johannesschwestern. Das Christkönigshaus steht neben der Heilig-Kreuz-Kirche und die Johannesburg in der Bungert-Allee.
- Der Nonnenhof, erstmals erwähnt 1138, gehörte zur Abtei Sankt Thomas in Andernach. Heute ist er renoviert und befindet sich in Privatbesitz.

### Zolltor

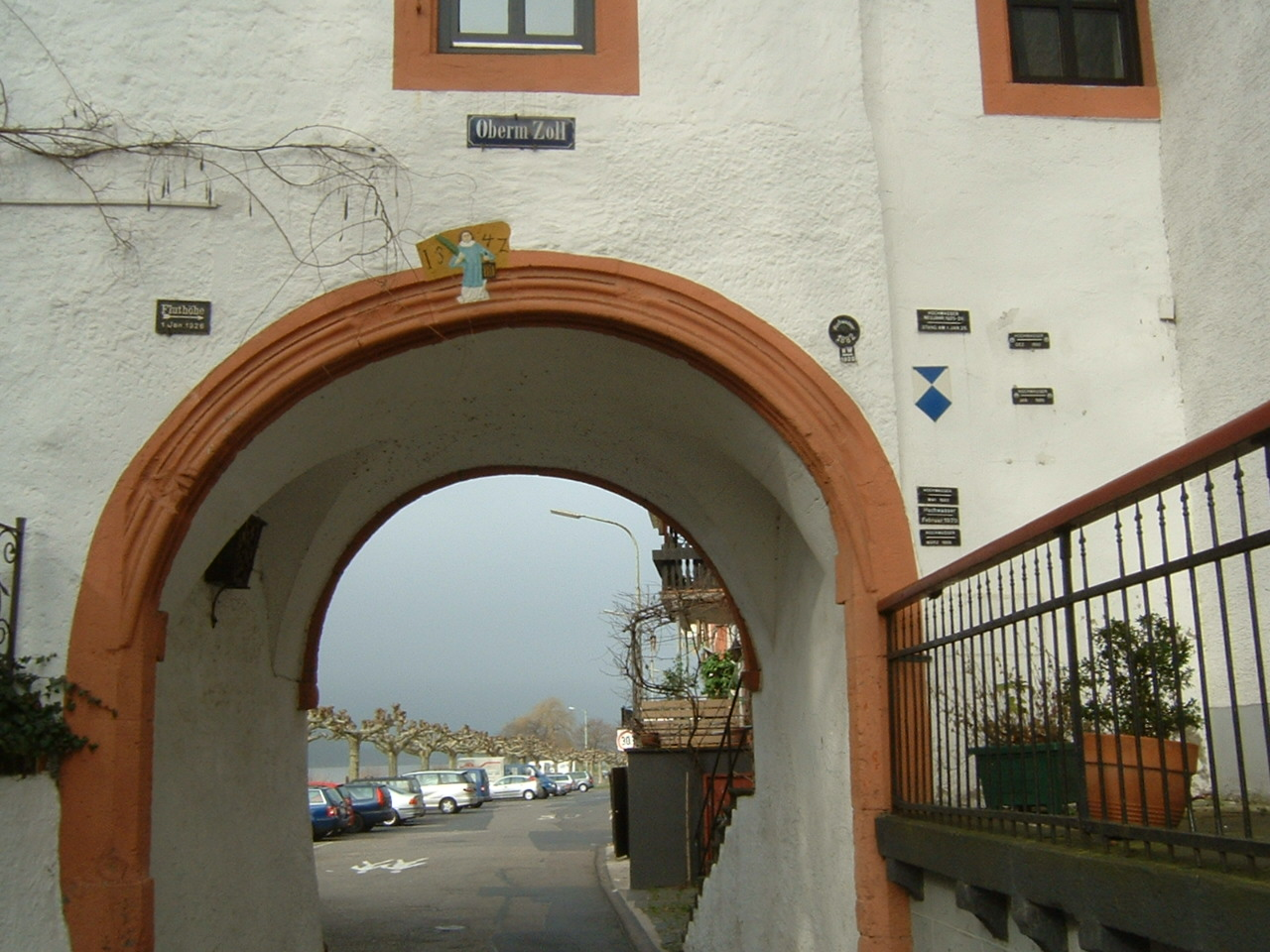
Hochwassermarken am Zolltor

Das Zolltor wurde 1547 erbaut. 1690 wurde es vom kurtrierischen Hofbaumeister Johann Christoph Sebastiani im Barockstil umgestaltet.
Der Leutesdorfer Zoll wird erstmals am 24. Januar 1309 erwähnt. Kaiser Heinrich VII. überließ dem Aachener Geldverleiher Bartholomäus den Leutesdorfer Zoll zur Begleichung seiner Schulden. Im April 1309 kaufte er ihn wieder zurück. Nach dem Tod Heinrichs 1313 wird vereinbart, dass der Kölner Erzbischof jährlich 200 Pfund Turonenser Königsgroschen als Entschädigung für den von ihm angerichteten Schaden am Leutesdorfer Zoll zu entrichten hat.
Von da an finden sich 300 Jahre lang keine geschichtlichen Eintragungen mehr über den Leutesdorfer Zoll. Im Jahr 1616 wird in Hammerstein ein neuer Zoll errichtet, der wird aber wegen des Dreißigjährigen Krieges nach Leutesdorf verlegt. Erstmals 1638 tauchen in Taufbüchern wieder Leutesdorfer Zöllner auf. Ende 1688 war der Zoll nicht mehr besetzt. 1690 lässt der Kurfürst das Zollgebäude instand setzen, was mehrere Rechnungen belegen.
Dass die Zöllner sehr wohlhabend gewesen sein müssen, beweisen die vier herrschaftlichen Häuser, die sich an das Zolltor nordwärts anschließen. Sie tragen in Mauerankern die Zahlen 1687, 1770 und 1780. Die Zöllner, Beseher und Nachgänger erbauten sie auf eigene Rechnung und sie gingen bei ihrem Tod auf die Nachfolger über. 1805 wurde der Leutesdorfer Zoll aufgehoben.
Heute, nach einer aufwändigen Renovierung, ist das Zolltor bewohnt. Bei den Renovierungsarbeiten wurde im Keller eine gusseiserne Ofenplatte mit dem Wappen des Kurfürsten Johann Hugo von Orsbeck gefunden. Auf der Südseite sind Hochwassermarken aus verschiedenen Jahrhunderten. Neben dem Schlussstein ist eine kleine Statue des Dorfheiligen Sankt Laurentius.

### Weitere Bauwerke

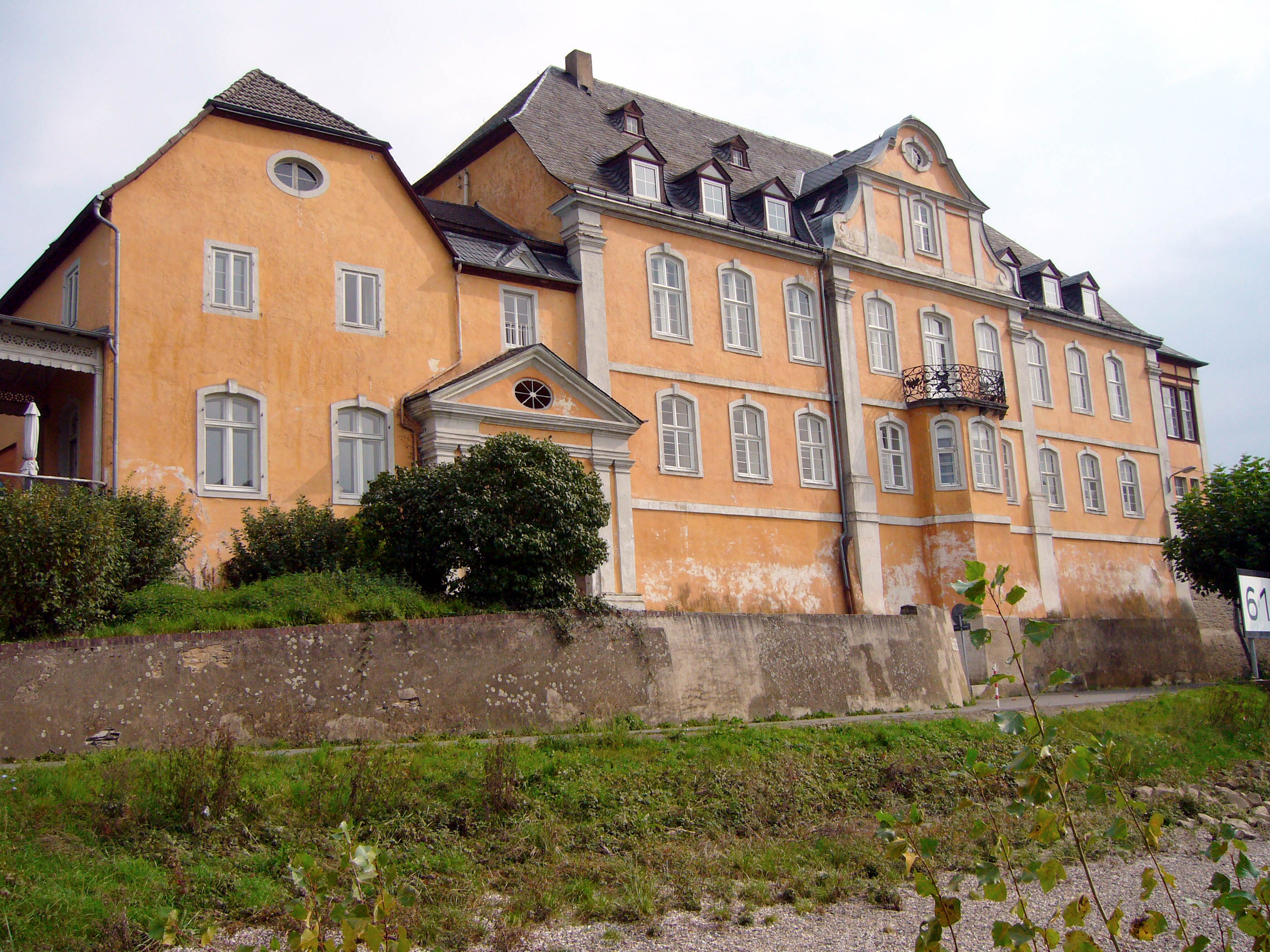
Marienburg Rheinansicht

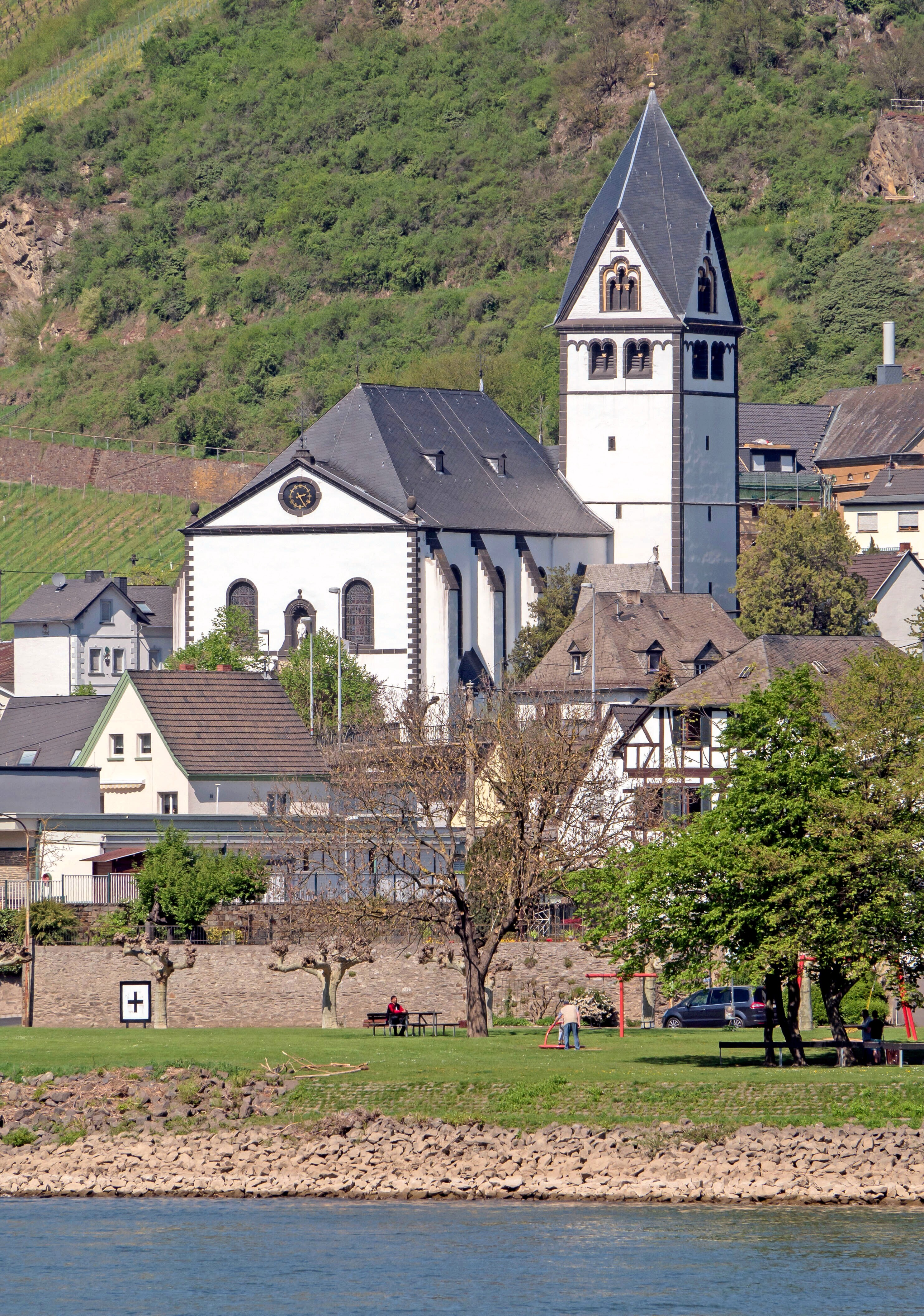
Pfarrkirche St. Laurentius

Zu den Sehenswürdigkeiten von Leutesdorf zählt die gesamte Rheinfront. Geht man von Süden kommend durch die August-Bungert-Allee, die von alten Platanen gesäumt wird, kommt man an dem mit ionischen Stilelementen verzierten Bungert-Haus vorbei. Gleich daneben ist die Johannesburg. Sie ist das Mutterhaus des Ordens der Johannesschwestern von Maria Königin. Daran anschließend ist das Hotel Leyscher Hof mit seiner wunderschönen Rheinterrasse. Geht man jetzt weiter durch das Zolltor von 1638, gelangt man in die Rheinstraße, wo alte Fachwerkhäuser und ehemalige Klosterhöfe stehen. Bekannt ist die Rheinfront aus der Fernsehserie MS Franziska.
Die am Ortsende Richtung Hammerstein stehende Wallfahrtskirche Heiligkreuz mit der Nachbildung des Heiligen Grabes und der nahe liegenden Ölbergkapelle mit dem Grab von Johannes Haw ist ebenfalls sehenswert.
Die Ursprünge der in der Ortsmitte gelegenen katholischen Pfarrkirche St. Laurentius gehen auf eine romanische Kirche zurück, der Turm ist noch aus dieser Zeit. Die heutige Kirche wurde um 1730 im Wesentlichen von dem kurtrierischen Hofbaumeister Paul Kurz erbaut. Bemerkenswert ist die Stumm-Orgel von 1735. Neben der Kirche befindet sich der Friedhof.

### Heiligenhäuschen und Kreuze

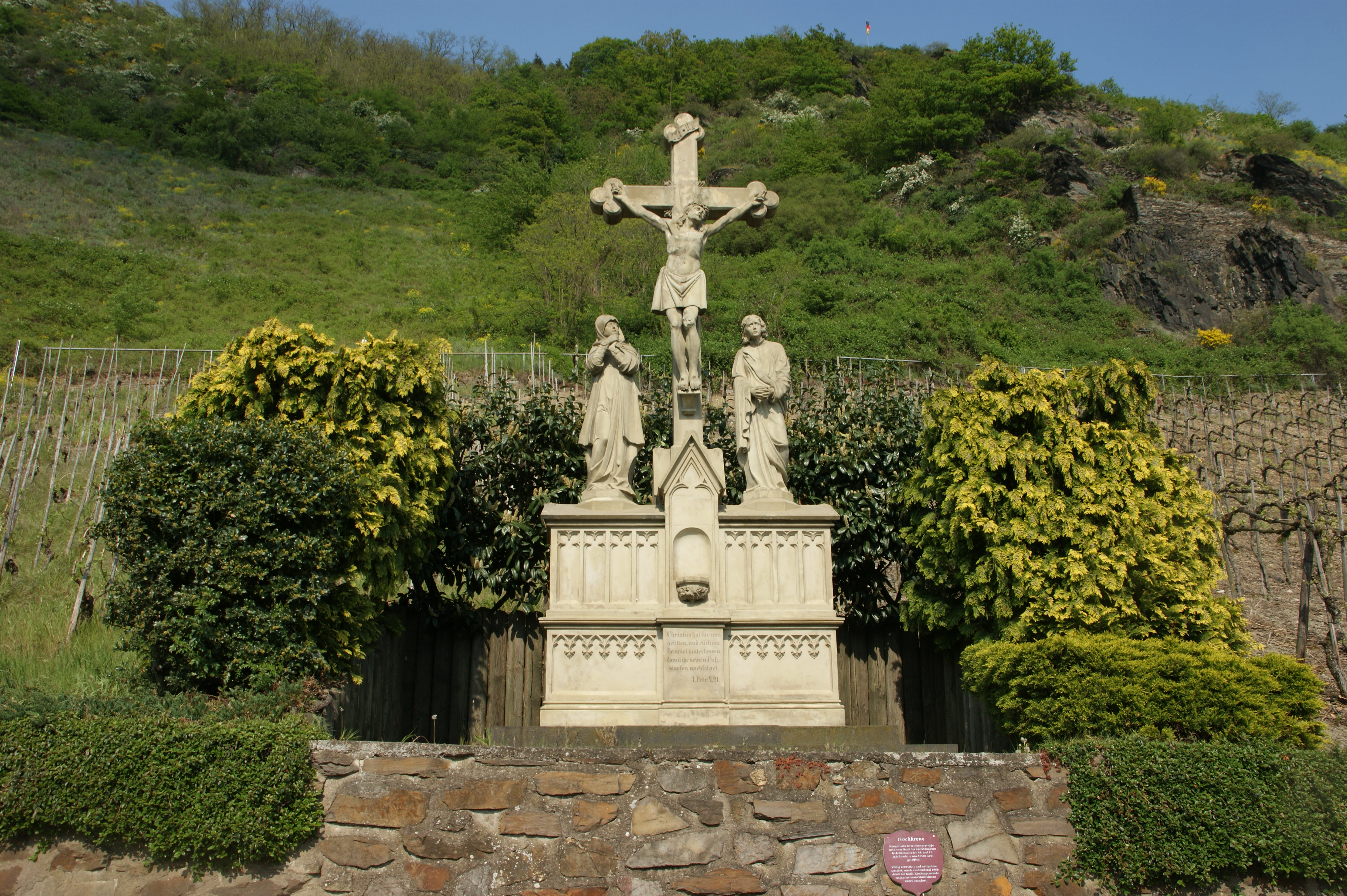
Hochkreuz

Im Ort gibt es noch mehrere Heiligenhäuschen und Kreuze, wie das Siechenkreuz am Rhein oder das Hochkreuz am Ortsende am Fuß der Weinberge und das Lingässer Kreuz in der Bungert-Allee. An verschiedenen Häusern sind kleine Reliefs in die Hauswand eingelassen, die Stationen des „Sieben Kniefall Weges“ waren.

### Mordkreuz am Olterbach

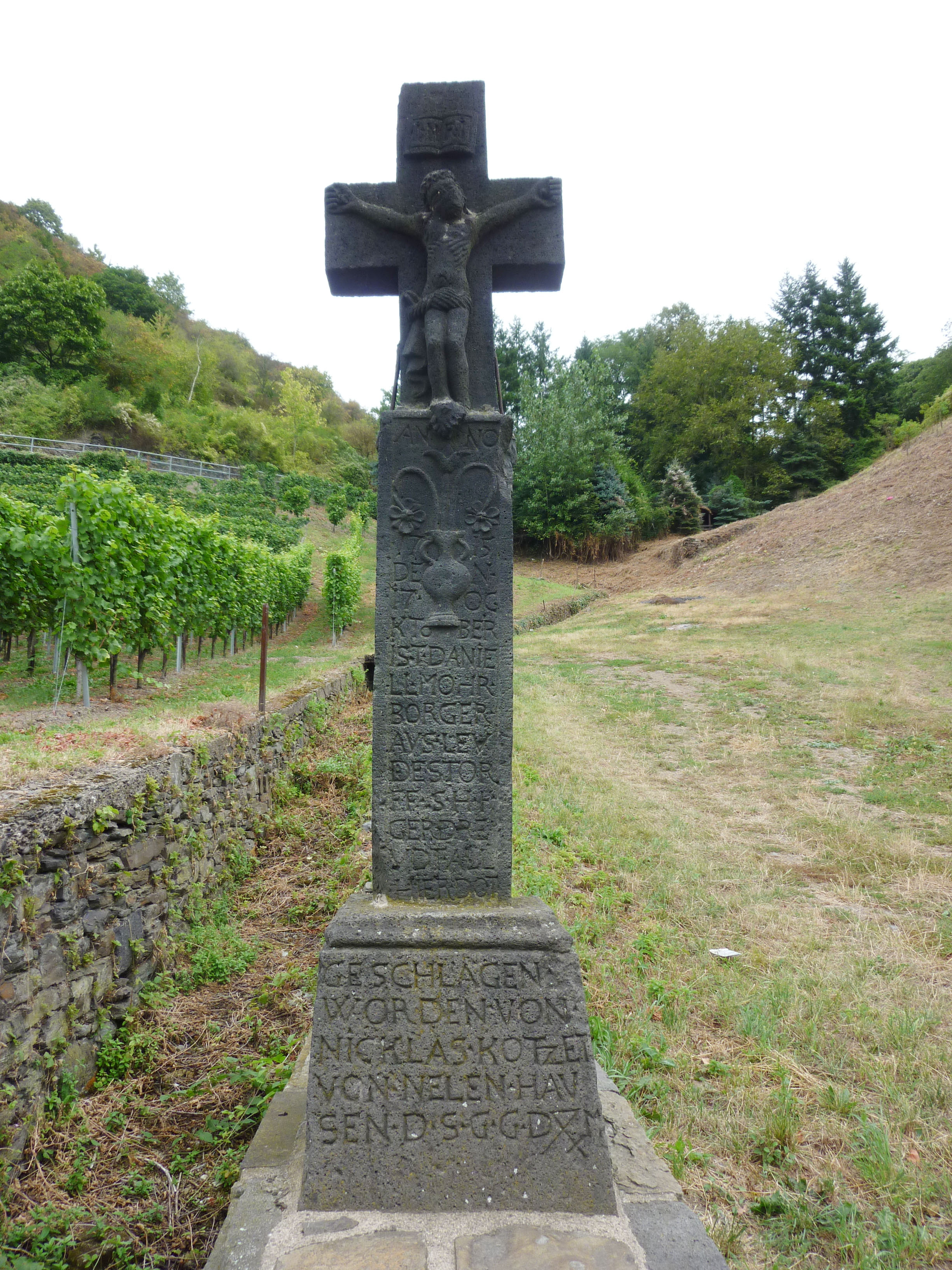
Mohr’sches Mordkreuz am Olterbach

Am Olterbach, unweit der Gemarkungsgrenze zu Hammerstein, ließ der Leutesdorfer Daniel Mohr 1715 ein steinernes Kreuz zum Gedenken an seine dort ermordete Ehefrau Gertrud errichten. Das Kreuz steht unmittelbar am rechten Fahrbahnrand der B 42 in Richtung Hammerstein. Es ist in der Literatur unter Mohrsches Mordkreuz beschrieben. Auf dem Sockel trägt es die Inschrift:

„ANNO 1715 DEN•17•OCKTOBERIST•DANIELL•MOHR•BORGER•AVS•LEVDESTORFF•S•H•F•GERDREVDT•ALL HIER•DOT GESCHLAGEN•WORDEN•VON•NICKLAS KOTzET VON•NELEN•HAVSEN•D•S•G•G.“

(Erläuterung der Abkürzungen: SHF = seine Hausfrau oder seines Haus’ Frau, DSGG = der Seele Gnade Gott.)

### Natur und Wandern
Durch die Gemarkung Leutesdorf führen der Rheinsteig, der Limeswanderweg und der Rhein-Radweg. Oberhalb der Weinberge liegt das seit 1935 ausgewiesene Naturschutzgebiet Langenbergskopf mit seltenen mediterranen Pflanzen. Von dort gelangt man zur „Edmundshütte“, die im Sommer an Sonn- und Feiertagen bewirtschaftet wird. Noch weiter oberhalb befinden sich Streuobstwiesen mit einem Apfel-Lehrpfad.
Auf der Höhe ist auch eine Brombeerplantage, die zu der Gastwirtschaft „Brombeerschenke“ gehört. In ihr kann man alles genießen, was aus Brombeeren gemacht werden kann: von Waffeln mit heißen Brombeeren bis zu Brombeerwein und Likör. Etwas Besonderes ist der Ausblick über das gesamte Neuwieder Becken.

### Regelmäßige Veranstaltungen
Beim jährlichen Winzerfest und dem Winzerzug ist Leutesdorf zu einem Anziehungspunkt nicht nur für Weinliebhaber geworden und füllt die kleinen Gassen, Straußwirtschaften und den Rummel an der Rhein-Promenade drei Tage lang mit Leben. Die Straußwirtschaften sind teilweise auch schon in den frühen Sommermonaten geöffnet.
- Karnevalsumzug, Konzerte im Hotel Leyscher Hof.
- St. Laurentius Kirmes, organisiert vom Kath. Junggesellen Verein 1857 e. V.
- Theateraufführungen der Theatergruppe Leutesdorf.
- Schützenfest.
- Alljährlich findet am Ostermontag der Emmausgang statt.
- Am Muttertag wird in den Weinbergen von Leutesdorf ein „Kulinarisches Weinerlebnis“ ausgerichtet. Dort bieten die heimischen Winzer und Gastronomen Speis und Trank an.

## Wirtschaft und Infrastruktur
Den größten Anteil an der heimischen Wirtschaft haben die Winzer. Leutesdorfer Wein ist bekannt für seine Qualität und wird immer wieder ausgezeichnet. Für den täglichen Bedarf stehen eine Metzgerei und eine Tankstelle zur Verfügung.
Im Dorf befindet sich eine Zahnarztpraxis. Mehrere Handwerksbetriebe und Dienstleister, ein Campingplatz sowie eine Maschinenbaufirma runden das Angebot ab. Auf dem Gelände neben dem Zehnthof entstand eine moderne Jugendherberge mit 160 Betten. Die Eröffnung war im Juni 2015.

### Weinbau

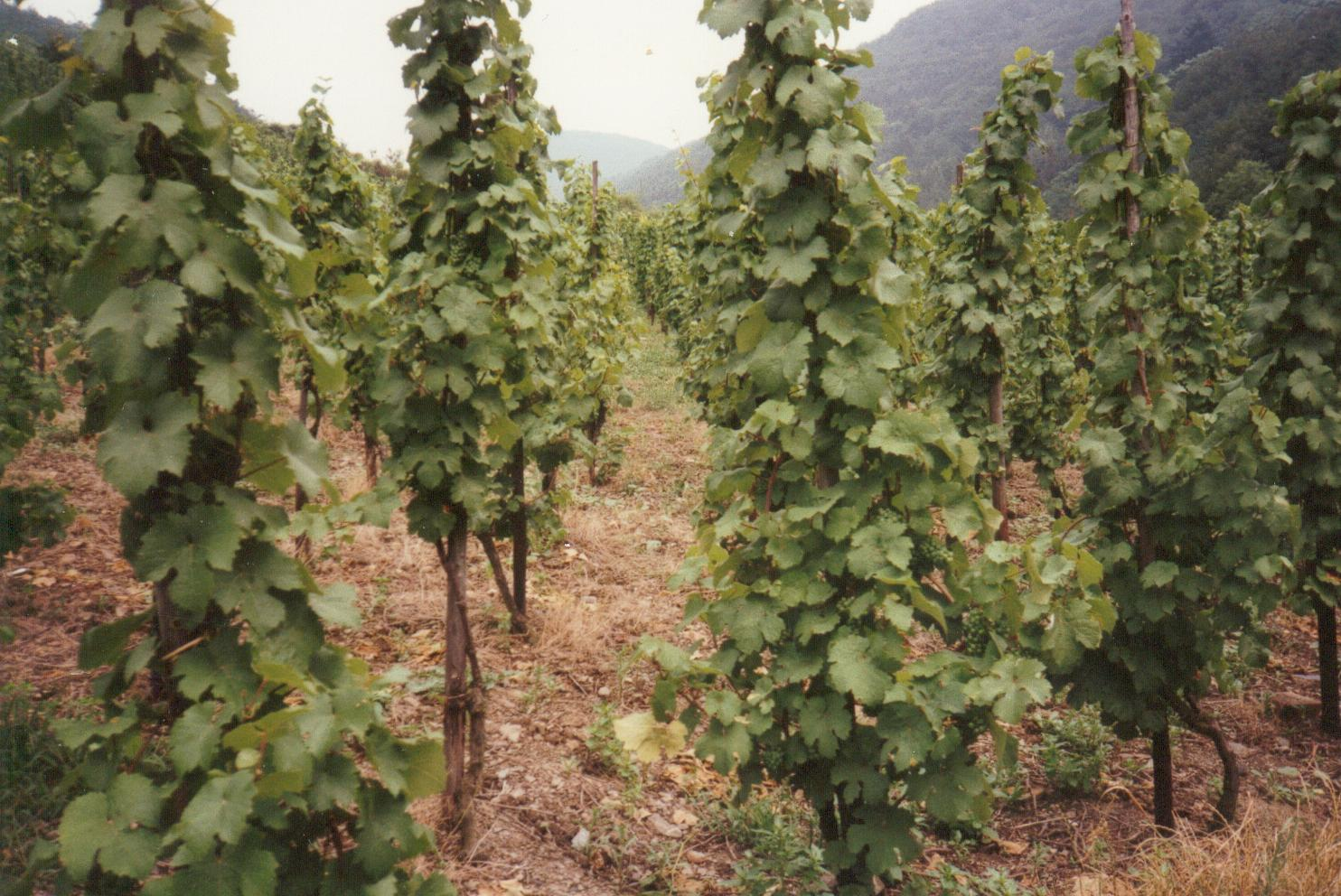
Weinstöcke in Leutesdorf

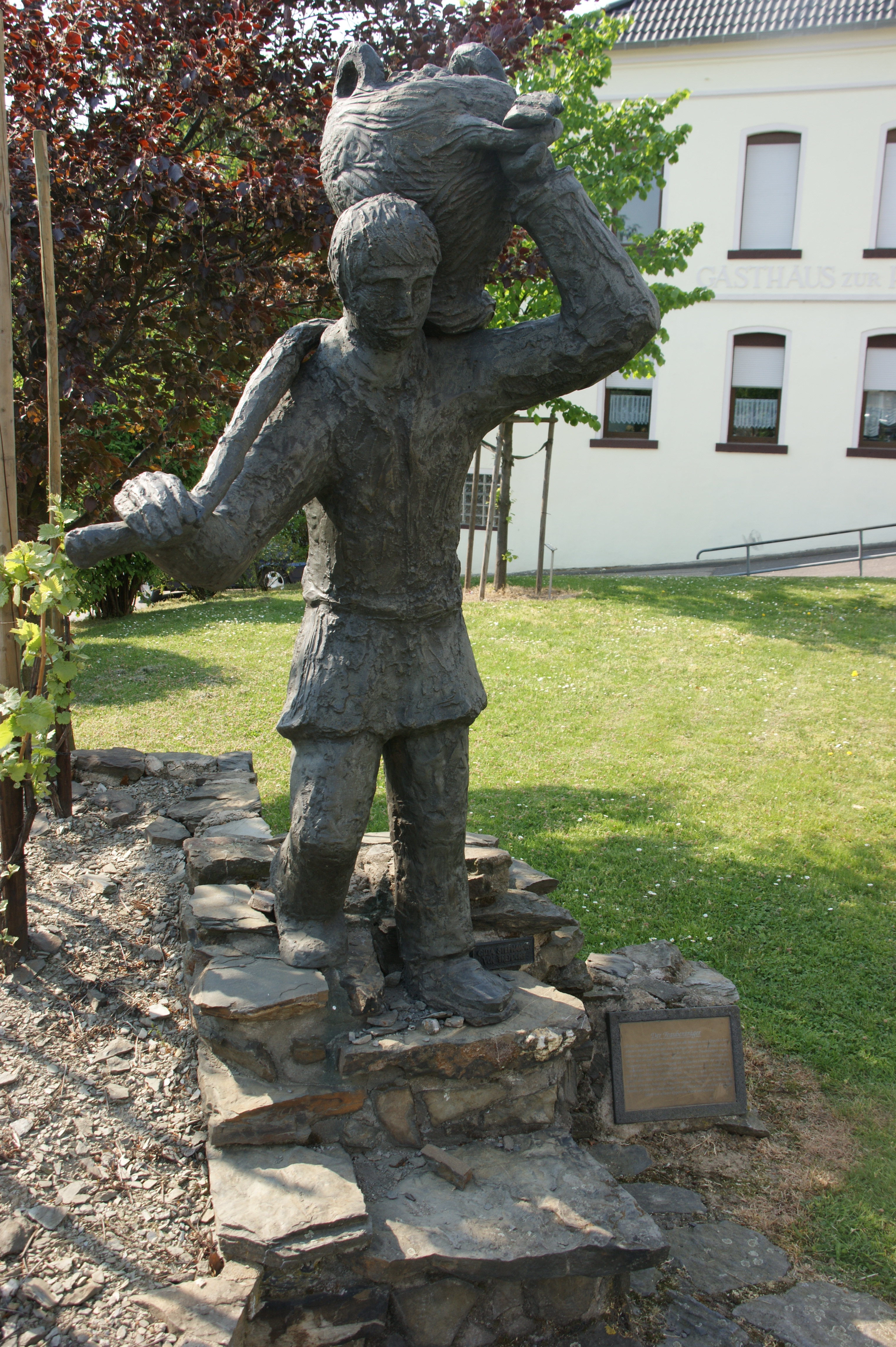
Traubenträger in Leutesdorf

Die in Leutesdorf im Weinanbaugebiet Mittelrhein ansässigen 17 Winzerbetriebe bearbeiten die drei Hauptlagen Rosenberg, Gartenlay und Forstberg. Dort sind rund eine Million Rebstöcke angepflanzt. Hauptsorte der ausgezeichneten und von Weinführern empfohlenen Gewächse ist der Riesling. Daneben werden Kerner, Spätburgunder, Dornfelder, Müller-Thurgau, in gehobener Qualität auch Rivaner genannt, Grauburgunder, Blauer Portugieser, Gewürztraminer und auch etwas Chardonnay angebaut. Im Jahr 1927 gab es in Leutesdorf 75 einzelne Weinberglagen auf 130 ha, mit 1,3 Millionen Weinstöcken. Im Juni 1944 und 1972 wurden Teile der Weinberge durch heftige Unwetter und einen Bergrutsch verwüstet. Dieser reichte über die Hauptstraße hinweg bis auf die Bahngleise.
Im Rahmen der Flurbereinigung in den 1970er Jahren wurden 2.378 Einzelparzellen zusammengelegt, neue Wirtschaftswege und 10,5 Kilometer neue Stützmauern gebaut. Die Weinberge sind alle Steillagen mit 30–70 % Steigung. Der Boden ist ein Tonschieferverwitterungsboden, der nach Süden hin einen immer höher werdenden Bimsanteil hat. Durch die Ausrichtung der Anbauflächen nach Süd bis Südwest erhalten sie viel Sonneneinstrahlung, was natürlich die Qualität der Weine beeinflusst. Ebenso spielt die Nähe des Rheins eine große Rolle wegen der Luftfeuchtigkeit, die von ihm ausgeht.
Früher besaß das Kloster Maria Laach mehrere Weinberge in Leutesdorf, die von Andernacher Winzern bestellt wurden. Heute gibt es nur noch einen symbolischen Weinberg mit einem Rebstock. Für einzelne Winzerbetriebe lässt sich ein durchgehender Familienbesitz bis 1640 nachweisen.
Die Weinkönigin von Leutesdorf ist zugleich Weinkönigin von Andernach. Für die amtierende Weinkönigin wird jedes Jahr ein Baum gepflanzt.

### Bergbau
Im 19. Jahrhundert wurde in Leutesdorf auch Bergbau betrieben. Im Bachmühltal, an der nördlichen Ortsgrenze, erstreckte sich das Bergwerksfeld Schieferbergwerk Leutesdorf. Es reichte von Fahr (Neuwied) bis Leutesdorf und landeinwärts bis nach Altwied. Dort wurde Schiefer für Hausbedachungen abgebaut. In einem Stollen im Bachmühltal, als Bergwerksfeld Leo benannt, stieß man auch auf eine Kupferader, allerdings gibt es keine Belege, ob diese tatsächlich abgebaut wurde. Oberhalb der Leutesdorfer Kirche wurde im Tagebau Kupfererz abgebaut. 1857 wird in einer Zeitung die Grube Lena in der Nähe von Leutesdorf genannt, in der geringe Mengen Brauneisenstein gewonnen wurden.
Am südlichen Ortsende befand sich seit 1530 ein Steinbruch, in dem Schiefer abgebaut wurde. Vermutlich ist dieser Steinbruch, der bis 1886 betrieben wurde, von dem Andernacher Patrizier Ludwig Hillesheim angelegt worden. Er transportierte den Schiefer mit Schiffen nach Andernach.

### Verkehr
Durch den gesamten Ort führen die vielbefahrene Bundesstraße 42 und die rechtsrheinische Eisenbahntrasse, die überwiegend von Güter- und Nahverkehrszügen benutzt wird. Durch das Zusammentreffen von Eisenbahn, Straßenverkehr und Schifffahrt als Hauptverkehrsadern auf engstem Raum leidet Leutesdorf unter einer hohen Lärmbelastung. Der Haltepunkt Leutesdorf (Rhein) der Deutschen Bahn wird von der Rhein-Erft-Bahn (RB 27) im Stundentakt bedient.
| Linie | Verlauf | Takt   |
| ----- | --- | ------ |
| RB 27 | Rhein-Erft-Bahn: Mönchengladbach Hbf – Rheydt Hbf – Rheydt-Odenkirchen – Hochneukirch – Jüchen – Grevenbroich – Rommerskirchen – Stommeln – Pulheim – Köln-Ehrenfeld – Köln Hbf – Köln Messe/Deutz – Köln/Bonn Flughafen – Troisdorf – Friedrich-Wilhelms-Hütte – Menden (Rheinl) – Bonn-Beuel – Bonn-Oberkassel – Niederdollendorf – Königswinter – Rhöndorf – Bad Honnef (Rhein) – Unkel – Erpel (Rhein) – Linz (Rhein) – Leubsdorf (Rhein) – Bad Hönningen – Rheinbrohl – Leutesdorf (Rhein) – Neuwied – Engers – Vallendar – Koblenz-Ehrenbreitstein – Koblenz Hbf Stand: Fahrplanwechsel Dezember 2023 | 60 min |

Leutesdorf hat außerdem drei Haltestellen der Buslinie Koblenz – Neuwied – Linz.
Bis 1985 bestand zwischen Leutesdorf und Andernach eine Fährverbindung mit einer Personen- und Autofähre. Das erste Fährrecht wurde am 5. Mai 1682 an den Leutesdorfer Fährmann Mattheiß Nalbach übertragen. Von 1865 bis 1915 fuhr eine Gierfähre, anschließend bis 1985 eine Motorfähre. Die Fährverbindung ist mit der Eröffnung des Erlebniszentrums zum Geysir in Andernach im Mai 2009 als Personenfähre reaktiviert worden, als Fährschiff dient das reguläre Schiff vom Besucherzentrum zum Geysir auf dem Namedyer Werth. Die Fähre verkehrt nicht täglich von Andernach nach Leutesdorf.

## Öffentliche Einrichtungen und Vereine
- Grundschule
- Kindergarten
- Heiltherapeutisches Zentrum für Mehrfachbehinderte
- Die ARGE Kulturlandschaft: Sie ist eine Einrichtung Leutesdorfer Bürger, die es sich zur Aufgabe gemacht hat, die Kulturlandschaft in und um Leutesdorf zu pflegen. So haben die Mitglieder, fast alle sind Rentner und Pensionäre, alte, verwilderte Wiesen freigeschnitten und den Apfellehrpfad auf den Höhen Leutesdorfs angelegt. Neben Zuschüssen aus Landesmitteln wird die Arbeit der Rentner durch den Verkauf von Brennholz finanziert, das bei Pflegearbeiten anfällt.
- Generalkurie der Missionare vom Hl. Johannes dem Täufer und der Johannesschwestern von Maria Königin

## Persönlichkeiten, die im Ort gewirkt haben
- August Bungert, Dichter und Komponist (* 14. März 1845 in Mülheim an der Ruhr; † 26. Oktober 1915 in Leutesdorf)
- Johannes Haw, Begründer des Johannesbundes (* 26. Mai 1871 in Schweich; † 28. Oktober 1949 in Leutesdorf)
- Guta von Freydorf-Stephanow, Bildhauerin und Malerin, (* 23. Januar 1911 in Waldshut; † 31. Dezember 1998 in Karlsruhe)
- Josef Stingl, ehemaliger Präsident der Bundesanstalt für Arbeit († 19. März 2004 in Leutesdorf)
- Martha von Laffert, Kunstmalerin (* 4. Juli 1883 in Lennep; † 11. Juni 1966 in Leutesdorf) lebte von 1918 bis 1966 in Leutesdorf
- Ursula Goldau, Künstlerin (* 1950 in Leutesdorf), lernte zunächst bei Martha von Laffert, dann bei Guta von Freydorf-Stephanow, lebt und arbeitet heute in Offenbach am Main
- Paul B. Steffen, römisch-katholischer Theologe, Missionswissenschaftler und Professor für Pastoraltheologie, (* 1954 in Leutesdorf)